# Wokambo
Wokambo est une ville du Togo.

## Géographie
Wokambo est situé à environ 73 km de Dapaong, dans la région des Savanes.

## Vie économique
- Coopérative paysanne

## Lieux publics
- École secondaire
- Dispensaire catholique